# Гасперони, Эрменеджильдо
Эрменеджильдо Гасперони (итал. Ermenegildo Gasperoni; 4 августа 1906 — 26 июня 1994) — сан-маринский деятель коммунистического движения.

## Биография
Сын ремесленника. Покинул страну в 1924 году. Член Французской коммунистической партии (с 1926 года), Коммунистической партии Люксембурга (в 1930—1936 годах) и Коммунистической партии Испании (с 1936 года). Участник гражданской войны в Испании в качестве добровольца интербригад (политический комиссар в Бригаде Гарибальди).
На родину вернулся в 1940 году, в июле 1941 года стал основателем и первым лидером Сан-маринской коммунистической партии. Был генеральным секретарём, а впоследствии — председателем СКП. Будучи министром транспорта, параллельно работал автомехаником в Борго-Маджоре. Капитан-регент Сан-Марино в 1978—1979 годах, первый коммунист, ставший главой сан-маринского государства после антикоммунистического переворота 1957 года. Поддерживал линию на еврокоммунизм.

## Книги
- Джильдо Гасперони. Политическими маршрутами. — М.: Прогресс, 1985.